# Hippolyte Gerbaix de Sonnaz
Hippolyte Gerbaix de Sonnaz, italianizzato in Ippolito De Sonnaz (Gerbaix) (Habère-Lullin, 31 agosto 1783 – Chamoux-sur-Gelon, 2 agosto 1871), è stato un politico francese.

## Biografia
Fu deputato del Regno di Sardegna nella V legislatura, eletto nel collegio di Thonon.